# شون وليامز
شون وليامز (بالإنجليزية: Shawne Williams)‏ مواليد 16 فبراير 1986، هو لاعب كرة سلة أمريكي يلعب مع فريق ديترويت بيستونز في الرابطة الوطنية لكرة السلة ويحمل الرقم 3. يبلغ طوله 6 قدم 9 بوصة (2.1 م).

## فرق لعب لها
- إنديانا بايسرز
- دالاس مافيريكس
- نيويورك نيكس
- بروكلين نتس
- لوس أنجلوس ليكرز
- لوس أنجلوس ليكرز
- ميامي هيت
- ديترويت بيستونز

## روابط خارجية
- شون وليامز على موقع إن بي أي (الإنجليزية)
- شون وليامز على موقع سبورتس رفرنس (الإنجليزية)
- شون وليامز على موقع كرة السلة الأوروبية.كوم (الإنجليزية)
- شون وليامز على موقع إي إس بي إن.كوم (الإنجليزية)
- شون وليامز على موقع كلية كرة السلة في سبورتس رفرنس.كوم (الإنجليزية)
- شون وليامز على موقع ريلجم (الإنجليزية)
- شون وليامز على موقع بروبوليرز (الإنجليزية)
- شون وليامز على موقع سبورتس رفرنس (الإنجليزية)